# Mayumi Aoki
Mayumi Aoki (Japó, 1 de maig de 1953) és una nedadora japonesa retirada especialitzada en proves d'estil papallona, on va aconseguir ser campiona olímpica el 1972 en els 100 metres.

## Carrera esportiva
Als Jocs Olímpics de Múnic 1972 va guanyar la medalla d'or en els 100 metres estil papallona, amb un temps de 1:03.34 segons que va ser rècord olímpic, per davant de l'alemanya Roswitha Beier  i l'hongaresa Andrea Gyarmati.
Al Campionat Mundial de Natació de 1973 celebrat a Belgrad va guanyar el bronze en de nou els 100 metres papallona.